# Georg Kenzian
Georg Kenzian (Linz, 1894 – Vienna, 1953) è stato un aviatore austro-ungarico, asso dell'Aviazione Austro-ungarica durante la prima guerra mondiale, con 9 vittorie accreditate.

## Gli anni della Prima guerra mondiale
Georg Kenzian Edler von Kenzianshausen nacque a Linz (Jičín in Boemia, secondo altri autori) nel 1894, figlio di un ufficiale di carriera. Sulle orme del padre, si avviò alla carriera militare e nel 1913 fu accettato nel 2º Battaglione del Genio dell'esercito austro-ungarico.
Allo scoppio della Prima guerra mondiale, Kenzian, con il grado di Leutnant (sottotenente) fu inviato con il suo battaglione sul fronte russo. Ferito il 18 dicembre del 1914, ricevette la promozione a Oberleutnant (tenente) nel settembre del 1915. Fu durante il suo secondo inverno sul fronte Russo che Kenzian fece domanda per entrare nel servizio aereo dell'esercito.
la sua domanda venne accettata e nei primi mesi del 1916 si ritrova a frequentare la scuola di pilotaggio per ufficiali a Wiener Neustadt, come osservatore aereo. Al termine del corso di addestramento, Kenzian viene inviato sul fronte italiano, aggregato alla Flik 24 (Fliegerkompanie 24) di base all'aeroporto di Cirè di Pergine, all'epoca facente parte della Contea del Tirolo dell'impero austro-ungarico.
Con la FliK 24, al comando del capitano (Hauptmann) Gustav Studený, Kenzian ha subito modo di distinguersi in numerose azioni.
Il 16 giugno 1916 in missione con un Hansa-Brandenburg C.I (61.18) (pilota sergente (Feldwebel Fw) Forst), ottiene la sua prima vittoria confermata abbattendo un Farman biposto a sud di Asiago.
Quattro giorni dopo, Kenzian ottiene la seconda vittoria questa volta volando come osservatore dell'Hansa-Brandenburg C.I pilotato dal sergente (Zugsfuhrer Zgf) Josef Kiss, futuro asso ungherese della LFT. Sul Monte Cimone, attaccano un ricognitore biposto abbattendolo dietro le linee nemiche. L'equipaggio, pur ferito sopravvive all'impatto con il suolo.
Il 27 luglio 1916, il vento cambia: in missione di fotoricognizione (pilota sergente (ZugsFurher Zgf Alos Jezek), l'Hansa-Brandenburg C.I (61.23) di Kenzian è attaccato da una coppia di Nieuport decollati da Istrana ed è costretto ad un atterraggio di fortuna dietro le linee austriache nei pressi di Marter Valsugana .
Molto probabilmente Kenzian e Jesek furono vittime del tenente Carlo Savio e del sottotenente Ferruccio Ranza (futuro asso con 17 vittorie)
Come riportarono poi i due piloti italiani, l'osservatore venne ferito e lasciò scivolare la camera fotografica e le carte che caddero in territorio italiano. Per inciso, secondo i severi criteri per l'assegnazione delle vittorie, questa non figura tra le vittorie confermate per Ferruccio Ranza.
Sia Kenzian che Jerek rimasero seriamente feriti. Kenzian poté ritornare in servizio nella FliK 24 dopo un periodo di riabilitazione di quasi tre mesi. Assegnato come istruttore nella scuola di volo per ufficiali di Wiener Neustadt, mentre si dedicava a preparare i futuri ufficiali osservatori, ebbe anche il tempo di prendere il brevetto di pilotaggio (Brevetto. 271).
Tornato in servizio attivo nell'agosto del 1917, Kenzian è assegnato come vice comandante alla Flik 55J, sotto il comando di Josef von Maier.
Inizialmente di stanza a Haidenschaft (oggi Aidussina in Slovenia) la FliK 55J, conosciuto anche come Kaiser Staffel (Squadriglia dell'Imperatore), per la presenza tra i suoi effettivi di numerosi assi, si sposta, dopo la Battaglia di Caporetto presso l'Aeroporto di Cirè di Pergine.
Il 28 settembre 1917, Kenzian ha la sua prima vittoria mente è in servizio con la FliK 55J (terza vittoria) abbattendo un Nieuport monoposto a sud di Plava, sul fronte dell'Isonzo.
Il 18 novembre 1917, con la FliK 55J trasferitosi sul campo di Pergine, Kenzian ottiene la sua quarta vittoria accreditata abbattendo un Nieuport sopra l'area di Arsiero-Villaverla.
9 giorni dopo, il 27 novembre 1917, Kenzian con la sua quinta vittoria diventa ufficialmente un asso: in coppia con Kiss, a bordo dell'Albatros D.III (Oeffag) 153.27, intercetta il SAML S.2 2952 della 115ª Squadriglia (tenente Serafino Battaini and Sottotenente Stefano Achenza) in missione di ricognizione a nord di Asiago abbattendolo in fiamme.
Il 7 dicembre 1917, pilotando un Albatros, abbatte un SAML, a sud di Asiago.
Il 12 gennaio 1918 Kenzian è in volo con Kiss e Kasza. Nei pressi di Casa Rigoni la kette (formazione di tre velivoli) attacca un Royal Aircraft Factory R.E.8 del No. 42 Squadron RAF (matricola A4445).
L'equipaggio del velivolo inglese, pilota tenente G.N. Goldie e osservatore tenente J.D. Barnes, furono costretti ad un atterraggio di fortuna oltre le linee austriache. Balzati fuori dall'abitacolo con l'intenzione di bruciare l'aereo, furono dissuasi dal farlo da Kiss che ripetutamente sorvolò a bassa quota l'aereo inglese e l'equipaggio simulando un'azione di mitragliamento. Goldie e Barnes furono poi catturati da una pattuglia austriaca e portati al campo di Pergine, dove posarono per una foto ricordo con i loro vincitori, prima di essere spediti al campo di prigionia.
L'ottava vittoria Kenzian la ottiene il 26 gennaio 1918, ai comandi dell'Albatros D.III (Oef) 153.107. Dopo un dog-fight con un Soptwith, quest'ultimo è costretto ad un atterraggio forzato nei pressi di Cia Pralunga.
Il 24 marzo, Kenzian abbatte un altro Sopwith che si schianta al suolo in località Val d'Assa.
Fu questa l'ultima vittoria accreditata a Kenzian.
Nel maggio 1918 gli viene concesso il comando della Flik 68J di base a Colle Umberto.
La FliK 68J è equipaggiata con Phönix D.II e D.IIa. Alla guida della FliK 68J partecipa alla seconda battaglia del Piave nel giugno 1918, ai comandi del Phonix D.IIa 422.26, non ottenendo altre vittorie.
L'Armistizio del novembre 1918, lo coglie mentre è al comando della Flik 42J di stanza a Pianzano.

## Il dopoguerra
Dopo l'armistizio e la dissoluzione dell'impero austro-ungarico, Kenzian si arruola nel servizio aereo della Repubblica dell'Austria tedesca.
Operando dagli aeroporti di Wiener Neustadt, Graz e Klagenfurt, gli aerei del servizio aereo presero parte attiva nel conflitto per impedire l'occupazione della Carinzia da parte delle truppe slovene. Le ostilità continuarono fino alla metà del 1919.
Con il Trattato di Saint-Germain-en-Laye in cui venne stabilita la ripartizione del dissolto Impero Austro-Ungarico e le condizioni per la creazione della Repubblica austriaca, il servizio aereo della Repubblica dell'Austria tedesca cessò di esistere.
Kenzian muore per un attacco di cuore a Vienna nel 1953.

## Onorificenze
(parziale)

## Insegne di squadriglia e personali
L'Albatros D.III (Oef) 153.27 con il quale Georg Kenzian divenne asso, era interamente dipinto in verde scuro con le superfici inferiori in azzurro.
Come insegna personale, Kenzian aveva fatto dipingere sui due lati della fusoliera, all'altezza del posto di pilotaggio, un gagliardetto blue e bianco. Dopo il gagliardetto in prossimità del suo vertice, era dipinto un grande “2” in bianco e nero nello stile della Flik 55J che rappresentava il suo numero d'identificazione individuale.
Seguiva la serie d'identificazione del velivolo, con due gruppi di cifre separate da un punto ad indicare la serie costruttiva ed il numero di costruzione. Nel caso del velivolo 153.27, lo identifica come 27º velivolo della seconda serie costruita dalla Oesterreichische Flugzeugfabrik (Oeffag) (su una serie complessiva di 61 velivoli).

## Vittorie
| N.. | Data              | Aereo                          | nemico                                                                         | Luogo              | Note                                |
| --- | ----------------- | ------------------------------ | ------------------------------------------------------------------------------ | ------------------ | ----------------------------------- |
| 1   | 16 giugno 1916    | Hansa-Brandenburg C.I (61.18)  | Farman                                                                         | sud di Asiago      |                                     |
| 2   | 20 giugno 1916    | Hansa-Brandenburg C.I (61.23)  | Farman                                                                         | Monte Cimone       |                                     |
| 3   | 29 settembre 1917 | Albatros D.III (Oef)           | Nieuport                                                                       | sud di Plava       |                                     |
| 4   | 18 novembre 1917  | Albatros D.III (Oef) (153.27)  | Nieuport                                                                       | Arsiero-Villaverla |                                     |
| 5   | 27 novembre 1917  | Albatros D.III (Oef) (153.27)  | SAML S.2 (2952) dei Tenenti Tullio Lowy e Severo Milani della 115ª Squadriglia | nord di Asiago     |                                     |
| 6   | 7 dicembre 1917   | Albatros D.III (Oef)           | S.A.M.L                                                                        | Sud di Asiago      |                                     |
| 7   | 12 gennaio 1918   | Albatros D.III (Oef)           | Royal Aircraft Factory R.E.8 (A.4445)                                          | Casa Rigoni        | vittoria condivisa con Kiss e Kasza |
| 8   | 26 gennaio 1918   | Albatros D.III (Oef) (153.107) | caccia Sopwith                                                                 | Cia Pralunga       |                                     |
| 9   | 24 marzo 1918     | Albatros D.III (Oef)           | caccia Sopwith                                                                 | Val d'Assa         |                                     |